# Грузоподъёмный кран
Грузоподъёмный кран — общее название для подкласса грузоподъёмных машин, предназначенных для пространственного перемещения грузов, временное зацепление которых осуществляется с применением различных грузозахватных приспособлений: крюковых подвесок, грузозахватных органов специального конструктивного исполнения.

## История создания и развития
Простейшие подъёмные краны, как и большинство грузоподъёмных машин, до конца XVIII века изготовлялись из дерева и имели ручной привод.
В XI-XII веках, с развитием торговли и мореплавания, стали появляться первые варианты современных кранов. Они обладали ручным приводом, либо приводом от топчаковых колёс. Конструкции кранов вначале выполнялись из дерева, а крюки и оси делали из стали.
Подобный кран, сохранившийся до наших дней, был спроектирован и изготовлен в 1330 году. Он обладал возможностью поворота и приводился в движение от топчаковых колёс. В XIV веке при возведении собора в Кёльне использовался подъёмный кран с приводом от 2 топчаковых колёс. Этот кран имел грузоподъёмность 5 т и высоту 15 м.
К началу XIX века ответственные, быстро изнашивающиеся детали (оси, колёса, захваты) стали делать металлическими. В 20-х гг. XIX века появились первые цельнометаллические подъёмные краны сначала с ручным, а в 1830 годах — с механическим приводом.
Первый паровой подъёмный кран создан в Великобритании в 1830 году, гидравлический — там же в 1847. Двигатель внутреннего сгорания был использован в подъёмном кране в 1895, а электрический двигатель в 1880—1885 почти одновременно в США и Германии. Это были мостовые краны с одномоторным приводом. В 1890 созданы подъёмные краны с многомоторным индивидуальным приводом в США и Германии.
Первый прототип современных башенных кранов появился в 1913 году: кран, созданный Юлиусом Вольфом, обладал поворотной платформой, расположенной в верхней части башни. Ещё через 15 лет появляется первый башенный кран с балочной стрелой, а в 1952 году — с подъёмной.

### Дореволюционная Россия
Ещё в 1793 году «машинный ученик» Борзой Ф., работавший на железоделательном заводе в Петровске, создал прообраз стрелового поворотного крана. Изготовление грузоподъёмных кранов в России началось на основанном в 1840-х годах Костромском машиностроительном заводе. На протяжении долгого времени производство осуществлялось только этим заводом и только по единичным заказам.
В 1860-х годах при возведении крепостных укреплений Кронштадта появились первые российские монтажные плавучие краны. Первые краны современного типа стали производиться в стране начиная с 1898 года по 1900 год (Путиловский, Брянский, Краматорский, Николаевский, Невский машиностроительный и др. заводы). Сначала появились мостовые краны общего назначения, а затем железнодорожные краны. В 1913 году выпуск подъёмных кранов на двух заводах — Брянском и Старокраматорском составлял 70 единиц в год.

### После революции
После Октябрьской революции 1917 в РСФСР, а затем в СССР краностроение стало развиваться быстрыми темпами и превратилось в крупную отрасль тяжёлого машиностроения со специализированными заводами (Ленинградский завод ПТО им. С. М. Кирова, Уральский завод тяжёлого машиностроения им. Серго Оржоникидзе, Новокраматорский машиностроительный завод им. В. И. Ленина, Харьковский завод подъёмно-транспортного оборудования им. Ленина, Одесский завод им. Январского восстания), называемую подъёмно-транспортным машиностроением.
В ту пору появились новые и реконструированы старые производственные площадки, а также были созданы крупные отраслевые научно-исследовательские институты, такие как:
- Всесоюзный научно-исследовательский институт подъёмно-транспортного машиностроения (сокр. ВНИИПТМаш) — в структуре Минтяжмаша СССР.
- Всесоюзный научно-исследовательский институт строительного и дорожного машиностроения (сокр. ВНИИстройдормаш) — в структуре Минстройдормаша СССР.

Кроме того, в разработке кранов и подъёмной техники принимали непосредственное участие такие организации как проектный институт «Промстальконструкция» и многие другие.
В 1934 году был создан первый советский автокран. Тогда же появились первые советские краны на шасси трактора, гусеничные, а также мачтово-стреловые краны. Через три года в стране были созданы первые башенные, а с 1947 года стали изготавливаться пневмоколёсные краны.
За 35 лет, в период с 1940 года по 1975 год, количество грузоподъёмных кранов в стране возросло в 138 раз. К 1975 году общее количество подъёмных кранов на территории Советского Союза составляло более 100 тысяч единиц, из которых порядка 70 % — самоходные краны стрелового типа (из них автокраны — 80 %).
Ежегодный выпуск только кранов мостового типа в 1980-е годы составлял от 6 до 7 тысяч единиц. Производство стреловых кранов в те годы составляло: башенных — от 3 до 4 тысяч единиц, а автомобильных — почти 20 тысяч штук.

## Терминология
В «Правилах устройства и безопасной эксплуатации грузоподъёмных кранов», принятые Госгортехнадзором СССР, был приведён следующий термин, рекомендованный Конференцией технических надзоров стран-членов СЭВ:

Грузоподъёмный кран — машина, предназначенная для подъёма и перемещения груза, подвешенного с помощью грузового крюка или другого грузозахватного органа.

## Рабочий цикл
Рабочий цикл крана состоит из трёх этапов:
1. захват груза;
2. рабочий ход (перемещение груза, разгрузка);
3. холостой ход (возврат грузоподъёмного механизма в исходное положение).

Рабочий и холостой ход на диаграммах движения имеют также три характерных участка: разгон, установившееся движение и торможение. Причём, очень важное значение имеют участки разгона и торможения, так как именно в эти моменты и возникают динамические нагрузки.
Работа с краном осуществляется в присутствии специалиста, ответственного за безопасное производство работ грузоподъёмными сооружениями: оператором, осуществляющим непосредственное управление краном, и стропальщиком, осуществляющим сцепку-расцепку крюка крана с грузом и/или грузозахватным приспособлением. При отсутствии прямой видимости между крановщиком и стропальщиком, передача команд крановщику осуществляется по рации. Ранее команды передавались через сигнальщика или группу сигнальщиков.

## Конструкция
Конструкция подъёмного крана включает в себя:
- металлоконструкцию, составляющую основу крана. По сути, всё, что мы видим в кране, относится к металлоконструкции — пролёты, опоры, стрелы и т. д. Металлоконструкции бывают коробчатого (на большинстве автокранов и мостовых кранов) и решётчатого сечения (в основном башенныe кpaны). В зависимости от этого меняются условия эксплуатации и надзора, способ производства и расчёты при проектировании. у каждого из этих видов имеются как плюсы, так и минусы. Применение конкретного типа выбирается согласно техническим, технологическим и другим требованиям. Следует отметить, что в принципе эти два вида взаимозаменяемы, но следует оценивать и адекватность их применения к условиям эксплуатации и задачам.
- механизм подъёма груза, состоящий из гибкого подъёмного органа (стального каната или цепи), грузозахватного устройства (крюк, петля, грейфер и т. д.) и грузовой лебёдки. Для обеспечения безопасности в работе грузоподъёмный механизм оснащается различными ограничителями (грузоподъёмности, грузового момента, хода грузозахватного органа);
- грузозахватный орган, может быть не автоматического действия (крюк, петля) или автоматического действия (электромагнит, пневматический присос, спредер и др.).

Также подъёмный кран может быть оснащён механизмами передвижения грузовой тележки, изменения вылета стрелы, вращения несущего элемента вокруг опоры, и т. д. Краны-штабелёры оснащаются механизмом вращения колонны.
Все основные типы кранов (кроме консольных) снабжаются ограничителями грузоподъёмности или грузового момента, которые также могут иметь регистратор параметров для сбора информации о поднимаемых грузах.

## Классификация
Для начала следует отметить, что приведённая классификация не может отражать полноценно все существующие виды кранов, так как многие находятся на границах представленных пунктов, или же сочетают их.

### Конструкция
Грузоподъёмные краны по конструкции можно разделить на следующие основные типы:
Краны стрелового типаГрузозахватный орган подвешен к стреле или тележке, перемещающейся по стреле. К ним относятся башенные, портальные, полупортальные, стреловые краны и др.
Краны мостового типаНесущая конструкция имеет вид моста с передвигающейся по ней тележкой или электроталью. К ним относятся мостовые, козловые, полукозловые, консольные краны, мостовые перегружатели, краны-штабелёры и др.
Краны кабельного типаГрузозахватный орган, подвешен к грузовой тележке, перемещающейся по несущим канатам, закреплённым в опорах.

### Возможность перемещения
Кран стационарныйнеподвижно закреплён на основании, не имеет возможности перемещения.
Кран радиальныйимеет возможность перемещения по кольцевому пути относительно стационарной опоры. Радиальные краны используются на складах круглой или секторной формы.
Кран переставнойзакреплён на основании и имеет возможность перемещения при помощи грузоподъёмных машин или вручную.
Кран самоподъёмныйиспользуется при строительстве. Устанавливается на конструкциях строящегося здания. По мере возведения сооружения кран поднимается вверх при помощи специальных механизмов.
Кран быстромонтируемыйбашенный кран, монтируемый на объекте с помощью собственных механизмов, без верхолазных работ и с оперативным временем монтажа не более 30 мин.
Кран передвижнойимеет возможность передвижения.
Виды передвижных кранов:
Самоходный кран(имеет возможность передвижения во время работы и транспортировки груза за счёт подвода электроэнергии с помощью следующих систем: троллейный шинопровод, контактный рельс, подвесные кабельные системы, кабельный барабан с пружинным или моторным приводом, система бесконтактной передачи энергии);
Прицепной кран(перемещается буксиром с помощью прицепа).

### Тип привода
Ручной приводиспользуются при перемещении грузов на небольшие расстояния и при низких темпах работы.
Электрический приводв кранах с электроприводом используются главным образом электрические двигатели переменного тока, при необходимости регулирования скоростей используются частотные преобразователи или электродвигатели постоянного тока. Для работы в пожароопасном и взрывоопасном помещении используется электрические двигатели в пожаробезопасном и взрывобезопасном исполнении.
Гидравлический приводкомпактен, позволяет осуществить бесступенчатую регулировку скоростей крана, но имеет невысокий КПД.
Пневматический приводиспользуются в основном при работе в пожароопасных и взрывоопасных средах.
Оснащённые двигателем внутреннего сгоранияиспользуются в кранах, работающих независимо от электросети: передвижные автомобильные, железнодорожные, гусеничные, плавучие.

### Степень поворота
По степени поворота подъёмного крана различают два вида:
Поворотный кранимеет возможность вращения относительно опоры.
Поворотные краны могут быть полноповоротными (угол вращения более 360°) и не полноповоротными (угол вращения менее 360°).
Неповоротный кранне имеет возможности вращения относительно опоры.

### Тип опоры
По типу опоры краны делятся на: опорные, подвесные, пневмоколёсные, автомобильные, рельсовые, железнодорожные, тракторные, краны на гусеничном ходу, краны на колёсном ходу, краны на специальном шасси.

### Тип грузозахватного органа
Крюковые краныгрузозахватным органом крана является крюк. Это самое простое и старое устройство, которое широко применяется практически во всех типах кранов.
Грейферные краныгрузозахватным органом крана является грейфер
Магнитные краныгрузозахватным органом крана является электромагнит
Клещевые краныгрузозахватным органом крана являются клещи
Контейнерные краныгрузозахватным органом крана является спредер.
Также существуют краны штыревые, краны-штабелёры, краны литейные, стрипперные краны, посадочные краны, колодцевые краны, магнитно — грейферные краны, ковочные краны, и т. д. Грузозахватный орган выбирается в зависимости от особенностей груза.

## Конструктивные особенности

### Стреловой тип
Основным рабочим элементом кранов стрелового типа является стрела, которая может быть маневровой (подъёмной) или балочной. Грузозахватный орган подвешивается непосредственно либо к блокам на её конце, либо к перемещающейся по стреле грузовой тележке.
Основные разновидности: самоходные стреловые, портальные, мачтовые, консольные, башенный, плавучие.

### Мостовой тип
Краны мостового типа представляют собой разновидность подъёмного крана, имеющего конструкцию, выполненную в виде опорного или подвесного моста. Несущие элементы опираются непосредственно на крановый путь. Мост (несущая балка) перемещается по рельсам, уложенным на стенах зданий или на эстакадах вне здания.
Разновидности: мостовые опорные, мостовые подвесные, козловые и полярные краны.

### Кабельный тип
Основной рабочий орган кранов кабельного типа — канаты, закреплённые на двух опорах. Грузозахватный орган подвешивается к перемещающейся по канатам грузовой тележке. Опоры крана могут быть стационарными или передвижными.

## Область применения
- Кран мостовой: относится к типовому оборудованию производств цехов, электростанций, закрытых и открытых складов.

К мостовым кранам общего назначения относят крюковые, магнитные, грейферные и магнитно-грейферные краны.
- Кран однобалочный (опорный и подвесной): в качестве грузовой тележки имеет самоходную электрическую таль (тогда называется кран-балкой) или полноценную тележку, оборудованную механизмом подъёма груза и передвижения.
- Металлургические мостовые краны (литейные, завалочные, колодцевые, для «раздевания» слитков и др.) относятся к особой группе. Краны оборудованы специальными грузозахватными устройствами и специальными механизмами для управления ими.
- Кран-штабелёр (разновидность мостовых кранов) с грузовой тележкой, имеющей вертикальную поворотную колонну, по которой перемещается вилочный захват, несущий пакет груза на поддоне и позволяющий производить укладку и разбор пакетных штабелей. В последнее время краны-штабелёры выполняют с автоматическим управлением, что позволяет уменьшать время обработки груза.
- Башенный кран: используется преимущественно при гражданском, промышленном и гидротехническом строительстве (строительные), а также для обслуживания открытых стапелей и достроечных работ в судостроении, позволяет быстро осуществлять их монтаж и демонтаж и перевозку автотранспортом.
- Башенный быстромонтируемый кран: применяется в стеснённых условиях строительства при ограниченном пространстве для монтажа крана, эффективен при малоэтажном строительстве (до 30 метров), торговых центров, таун-хаусов, с возможностью перемонтажа на новое место стоянки в течение одной рабочей смены. Использование быстромонтируемых кранов эффективно за счёт низких эксплуатационных затрат, с преимуществом высокоточного позиционирования грузов горизонтальной стрелой и дистанционным радиоуправлением краном.
- Козловой кран: применяется обычно для обслуживания складов, главным образом штучных грузов, контейнеров и лесных грузов, для монтажа сборных промышленных и гражданских сооружений, обслуживания гидроэлектростанций и секционного монтажа в судостроении. Изготовляются преимущественно крюковыми или со специальными грузозахватными устройствами. Козловой кран — кран, у которого несущие элементы конструкции опираются на крановый путь при помощи двух опорных стоек. Козловые краны относятся к категории подъёмных устройств мостового типа. Средний срок службы козловых кранов — приблизительно 20 лет без учёта режима работы и условий эксплуатации. Наработка на отказ — примерно 3 000 циклов.
- Мостовой и береговой перегружатели.
- Консольный кран: приспособлен для механизации подъёмно-транспортных работ по подъёму и перемещению грузов в пределах зоны обслуживания. В зависимости от модификации угол поворота консольно-поворотного крана может быть в диапазоне 0-360 град. Кран консольный с механизированным приводом нашёл широкое применение и успешно используется для грузоподъёмных работ в цехах, на складах и строительных площадках. Угол поворота стрелы крана 360°. Скорость подъёма груза и перемещения талей соответствуют скоростям применённых талей. Консольные стационарные краны (на колонне) предназначены для выполнения подъёмно-транспортных работ при обслуживании технологического оборудования, погрузочно-разгрузочных работ и т. п. в помещениях. Угол поворота стрелы крана 270°.
- Кран-манипулятор: подъёмный кран стрелового типа, установленный на автомобильном шасси и служащий для загрузки и разгрузки этого шасси. Обычно устанавливается на грузовике, позволяет погружать и перевозить грузы одной единицей техники.
- Железнодорожный кран: подъёмный кран стрелового типа, устанавливаемый на железнодорожном шасси, используется на железной дороге и крупных заводах, имеющих свои подъездные жд пути.
- Пневмоколёсный кран: подъёмный кран стрелового типа, установленный на пневмоколёсное шасси. Пневмоколёсные краны перевозятся на жёсткой сцепке с другим транспортным средством.
- Кран пневмоколёсный мобильный, на спецшасси: подъёмный кран стрелового типа, установленный на пневмоколёсное самоходное шасси. Зачастую такие краны обладают шасси повышенной проходимости, со всеми, либо большинством ведущих осей. Для лучшей маневренности такие краны имеют больше одной, чаще несколько управляемых осей. Всё это позволяет расположить кран максимально близко к рабочей зоне. Современные мобильные краны позволяют операторам работать в комфортабельных условиях: кабины оборудуются кондиционерами, удобными креслами, за всеми манипуляциями следит компьютер, в том числе и предостерегая оператора от ошибок.
- Гусеничный кран: подъёмный кран стрелового типа, установленный на гусеничном шасси. Гусеничные краны перевозятся только на тяжёлом седельном прицепе-трейлере и зачастую, в зависимости от габаритов, в разобранном виде, а работать может зачастую только на специально подготовленной площадке, а также могут присутствовать башенное исполнение, раздвижной ход.
- Грузонесущий кран: подъёмный кран стрелового типа, чаще всего установленный на собственное мобильное колёсное шасси. Основное отличие в способности перемещаться с поднятым на стреле грузом. В качестве силовой установки грузонесущие краны используют электрический или дизельный двигатель (редко газовый). Оператор может управлять работой крана как из кабины, так и с помощью пульта дистанционного управления. У крана отсутствует поворотная надстройка, поворот осуществляется всем шасси со стрелой. Есть несколько типов грузонесущих кранов: pick-n-carry, carry deck.
- Гаражный кран: сегодня существуют грузоподъёмные краны и для «гаражного» применения, повторяющие конструкцию и принцип действия промышленных кранов, но предназначенные для подъема и перемещения небольших грузов в гаражах, складских помещениях, ремонтных цехах и т. д. Грузоподъёмность таких кранов, как правило, не превышает 1 тонны, а высота подъёма около полутора метров.

## Технический надзор
Грузоподъёмные краны и лифты относятся к оборудованию повышенной опасности. Для обеспечения безопасных условий эксплуатации данного типа оборудования за ними установлен технический надзор.

### СССР
В Советском Союзе технический надзор за грузоподъёмными кранами осуществлялся Государственным комитетом по надзору за безопасным ведением работ в промышленности и горному надзору при Совете Министров СССР и его республиканскими и местными органами.
Органы Госгортехнадзора СССР осуществляли технический надзор на предприятиях, объектах и в организациях министерств и ведомств СССР и союзных республик и местного подчинения. Исключение составляли предприятия, объекты и организации, подведомственные министерствам и ведомствам, которые имели в своём составе инспекции котлонадзора, которые также осуществляли надзор за кранами.
Для обеспечения единства требований Госгортехнадзор утверждал межотраслевые правила и нормы по безопасному ведению работ по согласованию с ВЦСПС, Госстроем СССР, министерствами и ведомствами. 30 декабря 1969 года были впервые утверждены «Правила устройства и безопасной эксплуатации грузоподъёмных кранов» (ПУиБ).

### Страны СНГ
- Россия: На территории России нормативный документ, введённый в 1969 году, действовал вплоть до 1993 года[22]. В настоящее время технический надзор за кранами и другой грузоподъёмной техникой, осуществляет Федеральная служба по экологическому, технологическому и атомному надзору. Основным обязательным нормативным документом для проектирования, эксплуатации и ремонта кранов являются Федеральные нормы и правила "Правила безопасности опасных производственных объектов, на которых используются подъемные сооружения[19].
- Украина: технический надзор за кранами и другой грузоподъёмной техникой, осуществляет Государственный Комитет Украины по Промышленной Безопасности, Охране Труда и Горному Надзору. На территории Украины действуют «Правила устройства и безопасной эксплуатации грузоподъемных кранов — НПАОП 0.00-1.01-07»[23].
- Белоруссия: 3 декабря 2004 года Постановлением № 45 МЧС РБ был принят законодательный акт, регламентирующий технический надзор[24] и заменявший нормативный документ 1994 года[25]. В настоящее время действуют «ПУиБ» 2004 года с поправками от 2007 года[24], а также нормативный документ для объектов использования атомной энергии, введённый в 2010 году и разработанный Департаментом по ядерной и радиационной безопасности МЧС Республики Беларусь[26].
- Казахстан: в настоящее время действуют принятые 21 апреля 1994 года республиканским Госгортехнадзором «Правила устройства и безопасной эксплуатации грузоподъемных кранов»[27]. Кроме того, в октябре 2009 года приказом № 245 Министра по чрезвычайным ситуациям РК утверждены[28] «Требования промышленной безопасности по устройству и безопасной эксплуатации грузоподъемных кранов»[29].

## Интересные факты
- Самыми мощными в мире являются 2 крана, установленные на полупогруженном корабле «Микопери-7000» (190 м в длину, 89 м в ширину). Краны принадлежат компании «Officine meccaniche reggiane» (Италия), спроектированы американской фирмой «Херст энд Деррик», построены итальянской компанией «Монфалконе» и введены в строй 15 декабря 1986 г. Каждый имеет грузоподъёмность 6895 т. Вместе они могут поднять 14 тыс. т. груза. В первые 6 месяцев работы один из них поднял рекордный груз в 5700 т[30].
- Самый мощный в мире гусеничный подъёмный кран тоннажем 4000 тонн, создан китайской компанией Sinopec Engineering совместно с китайским объединением по производству строительного оборудования XCMG. Сдан в эксплуатацию в июле 2013 года в промышленном парке города Яньтай провинции Шаньдун (Восточный Китай)[31]
- Первый в мире кран для строительства ветрогенераторов, способный карабкаться по поверхности их башен, создан в 2017 г. в Нидерландах компанией Lagerwey[32].